# Bernd Storck
Bernd Storck (Herne, 25 de enero de 1963) es un exfutbolista alemán y actual entrenador.

## Biografía
En su etapa como futbolista, formó parte de las categorías inferiores del VfL Bochum y debutó con el primer equipo en la edición 1981/82 de la Bundesliga, ocupando la demarcación de defensa. En 1983 fue contratado por el Borussia Dortmund, con el que disputó 171 partidos oficiales durante seis temporadas y llegó a ganar la DFB-Pokal de 1989.
Tras retirarse y obtener la licencia de entrenador, fue asistente del técnico Jürgen Röber en el Hertha de Berlín desde 1996 hasta 2002. En ese periodo los berlineses consiguieron ascender a la Bundesliga y clasificarse para la Liga de Campeones. Después acompañó a Röber como segundo en sus etapas por el VfL Wolfsburg (2003-04), Partizán de Belgrado (2005-06) y Borussia Dortmund (2006-07).
Su debut como primer entrenador llegó de la mano de la Unión de Fútbol de Kazajistán, que le fichó en 2008 para dirigir a la selección kazaja. Al mismo tiempo, aceptó un empleo en el FC Alma-Ata durante tres meses para familiarizarse con la Primera División nacional. Storck permaneció en Astaná hasta su cese en octubre de 2010 por una serie de malos de resultados en las clasificatorias para la Eurocopa 2012.
Entre 2012 y 2014 estuvo dirigiendo al filial del Olympiacos griego.
En marzo de 2015 fue contratado por la Federación Húngara para entrenar a la selección de Hungría sub-21. No obstante, cuatro meses después tuvo que sustituir a Pál Dárdai al frente de la selección absoluta en el tramo final de la clasificación para la Eurocopa 2016, con su excompañero Andreas Möller como asistente. Hungría finalizó la fase clasificatoria en tercer puesto y derrotó a Noruega en la repesca para meter a los magiares en la fase final de Francia, luego de 29 años de ausencias internacionales desde la Copa Mundial de Fútbol de México 1986. El país avanzó hasta octavos de final, donde fue eliminado por Bélgica. Sin embargo, no pudo llevar al conjunto nacional húngaro al Mundial de Rusia 2018, por lo que fue destituido en octubre de 2017.